# La Meurdraquière
La Meurdraquière é uma comuna francesa na região administrativa da Normandia, no departamento Mancha. Estende-se por uma área de 7,5 km². Em 2010 a comuna tinha 185 habitantes (densidade: 24,7 hab./km²).